# Klosstjärnen (Hjulsjö socken, Västmanland)
Klosstjärnen är en sjö i Hällefors kommun i Västmanland och ingår i Norrströms huvudavrinningsområde. Klosstjärnen ligger i Kindla Natura 2000-område.